# 蒂尔耶
蒂尔耶，是匈牙利佐洛州所辖的一个村，总面积38.23平方公里，总人口1707，人口密度44.7人/平方公里（2010年1月1日）。